# Salticus propinquus
Salticus propinquus là một loài nhện trong họ Salticidae.
Loài này thuộc chi Salticus. Salticus propinquus được Hippolyte Lucas miêu tả năm 1846.